# 4e division d'aviation mixte de la Garde
Pour les articles homonymes, voir 4e division.
La 4e division d'aviation mixte de la Garde (en russe : 4-я гвардейская штурмовая авиационная дивизия, abrégé en russe : 4-я гв. шад) de son nom complet la 4e division d'aviation mixte de la Garde Kyiv des ordres du Drapeau rouge et de Koutouzov (en russe : 4-я гвардейская штурмовая авиационная Киевская Краснознамённая ордена Кутузова дивизия) est une division aérienne des forces aériennes soviétiques (no d'unité ?).

## Noms successifs
- 211e division d'aviation mixte
- 212e division de l'aviation d'assaut
- 4e division d'aviation d'assaut de la Garde Kyiv (1er mai 1943)
- 4e division d'aviation mixte de la Garde Kyiv de l'ordre du Drapeau rouge
- 4e division d'aviation mixte de la Garde Kyiv des ordres du Drapeau rouge et de Koutouzov
- Champ militaire no 36665

## Historique
La division est créée sous le nom de 211e division d'aviation mixte le 10 mai 1942, sur la base de l'ordre du haut commandement suprême no 0083 du 5 mai 1942, sous le contrôle de la 22e armée aérienne dans le cadre de la force aérienne du front de Kalinine. Dès les premiers jours de sa formation, la division participe à des combats sur le front de Kalinine, visant l'ennemi, détruisant les communications ferroviaires dans les régions de Rjev - Sytchiovka, couvrant les avancées de ses troupes dans les régions de Selijarovo - Soblago, effectuant des reconnaissances aériennes dans les régions de Velikié Louki, Bely et Doukhovchtchina qui permet la destruction d'avions ennemis sur l'aérodrome de Rjev.
Le 14 juin 1942, sur la base de l'ordonnance du NKO de l'URSS no 00122 du 10 juin 1942, la 211e division d'aviation mixte est réorganisée en 212e division d'aviation d'assaut dans le cadre de la 3e armée aérienne (en) nouvellement formée sur le front aérien de Kalinine.
À la mi-juin 1942, la division participe aux opérations aux côtés de la 29e armée, neutralisant les effectifs et l'artillerie ennemis, effectuant des reconnaissances aériennes dans l'intérêt de l'armée, attaquant des points défensifs, des effectifs et des blindés dans les régions de Chaïnikovo-Gridino, Choutovo, Plechkovo, Malakhovo. À partir du 30 juillet 1942, elle participe à une opération défensive dans le secteur de la ville de Bely.
Par la suite, la division participe aux batailles de Rjev et de Velikié Louki. À la fin de l'hiver 1943, les régiments de la division (671e, 685e et 687e) sont réapprovisionnés en jeunes pilotes. Jusqu'à la mi-mars, la division engage de jeunes recrues (39 pilotes). Le temps de vol moyen par pilote est de 16 heures (sur IL-2) et 3 heures (sur U-2).
Pour l'accomplissement exemplaire des missions de commandement et le courage et l'héroïsme démontrés, par ordre no 199 du Commissariat du peuple à la défense de l'Union soviétique du 1er mai 1943, elle est rebaptisée 4e division d'aviation d'assaut de la Garde. Au cours de l'été et de l'automne 1943, la division, au sein de la 2e armée aérienne (en) du front de Voronej, participe à la bataille de Koursk, à la libération de l'Ukraine de la rive gauche et à la bataille du Dniepr, ainsi qu'à la libération de les villes de Belgorod, Kharkov et Kiev. Pour sa distinction dans les batailles lors de la prise de la capitale de l'Ukraine soviétique — le plus grand centre industriel et le centre stratégique le plus important de la défense allemande sur la rive droite du Dniepr, la division reçoit le titre honorifique « de Kiev »,.
Au cours de l'offensive Proskourov-Tchernivtsi (ru), la division libère les villes de Starokonstantinov, Proskourov, Kamianets-Podilskyï et Tarnopil. À partir du 13 juillet 1944, la division participe à l'offensive Lvov-Sandomir dans le but de libérer l'Ukraine occidentale et d'occuper le sud-est de la Pologne. Les régiments de la division se distinguent lors de la libération des villes de Lviv, Rzeszów, Dębica, dans les batailles pour la prise de têtes de pont sur la Vistule, notamment celle de Sandomierz. Plus tard, dans le cadre du second front ukrainien, la division participe aux batailles en Transylvanie et en Hongrie, à l'encerclement et à la destruction du groupe d'armée ennemi encerclé de Budapest et à la prise des villes de Turda, Cluj, Szolnok, Nyíregyháza, Oradea, Miskolc, Budapest et Komárno.
Lors de la libération de la Tchécoslovaquie et de l'Autriche lors des offensives Bratislava-Brno et  Vienne, des unités de la division aident les forces terrestres à libérer les villes de Nové Zámky, Trnava, Bratislava, Brno et Vienne. Pour ses opérations militaires réussies, la division est encouragée 38 fois par le commandant en chef suprême, qui lui décerne l'ordre du Drapeau rouge et l'ordre de Koutouzov de 2e classe.
La division fit partie de l'armée active du 9 juillet 1943 au 11 mai 1945.
Après la guerre, la division est basée à l'aérodrome de Brno dans le cadre de la 5e corps d'aviation d'assaut. En juillet 1945, la division et le corps sont retirés sur le territoire du district militaire d'Odessa, dans la ville de Kotovsk, dans l'oblast d'Odessa, puis dans la ville de Pervomaïsk, dans l'oblast de Mykolaïv. La 4e division est dissoute le 31 mars 1947 dans le cadre du 5e corps d'aviation d'assaut de la 5e armée aérienne à Pervomaïsk.